# Joseph Höffner
Joseph Höffner (24 de dezembro de 1906 - 16 de outubro de 1987) foi um cardeal alemão da Igreja Católica Romana. Ele serviu como arcebispo de Colônia de 1969 a 1987 e foi elevado ao cardinalato em 1969.

## Biografia
Nascido em Horhausen, primeiros dos filhos de Paul Höffner e Helene Schug, Höffner frequentou o seminário em Freiburg im Breisgau e a Pontifícia Universidade Gregoriana em Roma antes de ser ordenado sacerdote pelo cardeal Francesco Marchetti-Selvaggiani em 30 de outubro de 1932. Tendo obtido o doutorado em filosofia em 1929, Höffner obteve o doutorado de teologia em Roma em 1934, outro doutorado de teologia em Freiburg im Breisgau em 1938, um diploma em economia em 1939 e um doutorado em ciência política em 1940. Depois de 1934, ele fez trabalho pastoral em Trier até 1945, lecionou no seminário de Trier por seis anos e foi nomeado para a Universidade de Münster em 1951. Ele foi o fundador, diretor e professor do Instituto de Ciências Sociais Cristãs em Munique de 1951 a 1961, e assessor científico de três ministérios da República Federal.
Em 9 de julho de 1962, Höffner foi nomeado bispo de Münster. Ele recebeu sua consagração episcopal no dia 14 de setembro do bispo Matthias Wehr, com os bispos Heinrich Baaken e Heinrich Tenhumberg servindo como co-consagradores. Höffner participou do Concílio Vaticano II de 1962 a 1965 e foi promovido a Arcebispo Coadjutor de Colônia e Arcebispo Titular de Aquileia em 6 de janeiro de 1969. Sucedeu Josef Frings como Arcebispo de Colônia em 24 de fevereiro do mesmo ano. Em 1966, ele recebeu a grande placa de honra da Kolping-Familie e a grande Ordem do Mérito com estrela; a grã-cruz da Ordem do Mérito da República Federal da Alemanha (1981); a grã-cruz da Ordem do Mérito da República Italina (1982); e o anel de honra da Sociedade Gverres (1986). 
Höffner foi criado Cardeal-presbítero de Sant'Andrea della Valle pelo Papa Paulo VI no consistório de 28 de abril de 1969. De 1976 a 1987, foi Presidente da Conferência dos Bispos Alemães e, portanto, o mais alto representante da Igreja Católica na Alemanha. O prelado alemão foi um dos cardeais eleitores que participaram dos conclaves de agosto e outubro de 1978, que selecionaram o papa João Paulo I e o papa João Paulo II, respectivamente. Höffner renunciou como Arcebispo de Colônia em 14 de setembro de 1987, após um governo de dezessete anos.
Höffner morreu no mês seguinte em Colônia, aos 80 anos e está enterrado na Catedral de Colônia. Especialista em doutrina social católica, ele recebeu a homenagem póstuma de "Justo Entre as Nações" em 2003 pelo Estado de Israel, por salvar vidas judias durante a Segunda Guerra Mundial. A Deutsche Post o homenageou em 2006, por ocasião de seu centésimo aniversário, com um selo, que incluía sua foto e o lema episcopal "Justitia et Caritas".
A Arquidiocese de Colônia indicou sua intenção de abrir a causa da beatificação para o falecido cardeal.
Em 2020, o cardeal Rainer Maria Woelki, arcebispo de Colônia, acusou os seus antecessores cardeais Joachim Meisner e Joseph Höffner de encobrir abusos sexuais. Woelki disse que “erros graves foram cometidos repetidamente por décadas”, e os responsáveis foram “completamente irresponsáveis” e, portanto, devem ser “descobertos e nomeados”.